# Oxyrhachis latipesoides
Oxyrhachis latipesoides är en insektsart som beskrevs av Boulard 1979. Oxyrhachis latipesoides ingår i släktet Oxyrhachis och familjen hornstritar. Inga underarter finns listade i Catalogue of Life.